# قائمة شركات خدمات الحقول النفطية
هذه قائمة شركات خدمات الحقول النفطية - وهي الشركات البارزة التي توفر الخدمات لل تنقيب عن النفط و إنتاج الصناعة ولكنها عادة لا تنتج النفط. في القائمة، يتم سرد الشركات الفرعية والأقسام البارزة كقوائم فرعية لشركاتها الأم الحالية.
- مجموعة ABB
- كامب للخدمات البترولية - Camp petroleum services
- مجموعة أبوت
- ACTEON
- ايبل
- حلول عكر
- بيكر هيوز
- خدمات Calfrac حسنا
- شركة الكناري المحدودة
- CGG
- تشالنجر المحدودة
- خدمات حقول النفط الصينية
- المختبرات الأساسية
- Cyntech
- شركاء DCP Midstream
- الماس الحفر البحرية
- شعبة الشؤون المالية تحت سطح البحر
- المهندسين الهند
- حلول ESG
- EXPRO
- الجيولوجيا فيرفيلد
- السرخس للاتصالات المحدودة
- فلوسيرف
- شركة فلور
- فوغرو
- علوم الأرض غايا
- Geokinetics
- خدمة الجيوفيزيائية
- جيبسون للطاقة
- Grup Servicii Petroliere
- Gyrodata
- هاليبرتون
- مجموعة حلول الطاقة اللولبية
- هيلميريك آند باين
- هيل الدولية
- الصيد plc
- شركة Hytera
- معهد نقل النفط
- ايون الجيوفيزيائي
- شركة J&amp;L Supply
- مجموعة جاكوبس الهندسية
- خدمات الطاقة الرئيسية
- لارسن وتوبرو
- مكديرموت الدولية
- MODEC
- صناعات نابورس
- بطل نالكو
- ناشيونال أويلويل فاركو
- نيوبارك الموارد
- المحيط الدولي
- Odfjell الحفر
- OneSubsea
- بتروفاك
- الخدمات الجغرافية البترولية
- PJP4
- Polarcus
- الحفر الدقيق
- روسنفت
- سايبم
- شلمبرجير
- شركة سكومي
- يسكور جروب
- الساحل الدولي
- SEADRILL
- Shawcor
- سيمنز
- ستيوارت وستيفنسون
- الغواصة 7
- خدمات الطاقة المتفوقة
- سواير
- تام الدولية
- TechnipFMC
- تكنيكاس ريونيداس
- Tracerco
- ترانس أوشن
- خدمة تريكان حسنا
- ترينيداد الحفر
- فالاريس بي إل سي
- ويذرفورد الدولية
- واسكو للطاقة
- وير غروب
- ويلتيك
- وود جروب
- وورلي بارسونز

الشركات المرتبطة بخدمات حقول النفط: 
- تيليدين للتقنيات
- Kongsberg Gruppen
- رولز رويس القابضة
- Wartsila
- DeepOcean